# Sénateur 21
Sénateur 21 (en tchèque : Senátor 21 abrégé SEN 21) est un parti politique tchèque créé en 2017 par le sénateur Václav Láska.
Le parti rejoint le Parti démocrate européen en février 2019.